# Herbita
Herbita (en griego, Ἕρβιτα) es el nombre de una antigua colonia griega de Sicilia.
En el año 446 a. C. reinaba en Herbita Arcónides I, que se unió a Ducetio, rey de los sículos, para la fundación de Caleacte. La muerte de este Arcónides, a quien atribuye un reinado sobre algunos de los sículos y amistad con los atenienses, es mencionada por Tucídides.
En el 403 a. C. fue asediada por tropas del rey Dionisio de Siracusa pero la ciudad resistió el asedio y se firmó un tratado de paz. Tras la firma de este tratado, Arcónides II, rey de Herbita, decidió fundar la ciudad de Halesa con herbiteos, con mercenarios y otros extraños que habían acudido a Herbita a causa de la guerra contra Siracusa. Posteriormente, en época romana, sin embargo, los de Halesa alcanzaron gran prosperidad y renegaban de que su ciudad había sido fundada por Herbita puesto que consideraban que era una ciudad inferior. Más tarde Dionisio de Siracusa firmó otro tratado de paz con Herbita en el 396/5 a. C.
Aunque se desconoce su localización exacta, suele considerarse que estuvo situada cerca de la actual Nicosia.